# Рубцовский троллейбус
Троллейбусное движение в городе Рубцовске Алтайского края открылось 28 декабря 1973 года. 
Рубцовск стал вторым городом в крае, где появился этот вид транспорта. По состоянию на 2023 год в городе имеется 2 маршрута, весь парк обслуживает единственное депо.

## История
Руководители Рубцовска, председатель городского исполкома П. Ф. Красиков и первый секретарь горкома КПСС В. Т. Мищенко, в 1968 году смогли уговорить министерство жилищного и коммунального хозяйства РСФСР выделить на строительство троллейбусной системы в городе 3,5 млн. рублей. Но фактически на средства республиканского бюджета были построены только депо и тяговые подстанции. Строительство линий велось заводами, каждый из которых, будучи заинтересованным в доставке рабочих на предприятия, имел свой участок строительства.
«Хозяйственный способ» строительства имел как свои достоинства, так и недостатки. Так, контактная сеть была поставлена на металлических опорах, что продлило срок её службы. С другой стороны, для удешевления строительства из проекта была выброшена укладка дорог для троллейбусов.

#### Советский период
28.12.1973. Открытие троллейбусного движения в Рубцовске. Открыто движение от улицы Светлова, до остановки РМЗ. Движение открыл троллейбус ЗиУ 682Б №04.
07.11.1981. Открытие второго троллейбусного маршрута в Рубцовске, от улицы Светлова до остановки РМЗ через улицу Пролетарскую
31.07.1985. Открытие третьего троллейбусного маршрута в Рубцовске, от троллейбусного депо до остановки Техникум. Маршрут работает только в «часы пик».
09.1986. Маршрут №2 направлен на конечную остановку за троллейбусным парком, аналогично маршруту №3.
06.1989. Открыта небольшая соединительная линия по улице Октябрьская (от ул. Дзержинского). По ней пущены маршруты №2 и №3. Заезд маршрутов №2 и №3 к остановке «Поликлиника» отменен.

#### Нынешний период
04.1993. Маршрут № 3 отменен.
08.1998. Снова открыт маршрут № 3 «Техникум-Черемушки (Депо)». Маршрут работает в «часы пик». В 1999 маршрут отменён.
21.04.2001. Закрыт для маршрутного движения участок до троллейбусного парка. Маршрут № 1 пущен через улицу Северная. Маршрут № 2 пущен по улице Светлова.
05.2001. Открыт маршрут № 1к по трассе бывшего маршрута № 1 (по улице Светлова). Маршрут работает в «часы пик».
11.2001. Маршрут № 1к отменён. Маршрут № 1 пущен по улице Светлова, Маршрут № 2 пущен по улице Северная
04.2009. Начата замена контактной сети с алюминиевой на медную. В 2010 замена контактной сети завершена.
05.2009. На всех остановках появились новые троллейбусные аншлаги с указанием интервалов и временем работы маршрутов.
06.2017. Закрыта соединительная линия по улице Октябрьская. Маршрут № 2 заезжает к остановке «Поликлиника».

## Маршруты
| Действующие маршруты |                                                                   |                                             |
| №                    | Маршрут                                                           | Период работы                               |
| 1                    | РМЗ — Улица Светлова                                              | с 28 декабря 1973                           |
| 2                    | РМЗ — Улица Северная                                              | с 7 ноября 1981                             |
| Отменённые маршруты  |                                                                   |                                             |
| №                    | Маршрут                                                           | Период работы                               |
| 1к                   | РМЗ — Улица Светлова                                              | 05.2001 — 11.2001                           |
| 3                    | Троллейбусное депо (Улица Светлова) — Машиностроительный техникум | 1982 — 1983, 31.07.1985 — 1993, 1998 — 1999 |

## Подвижной состав

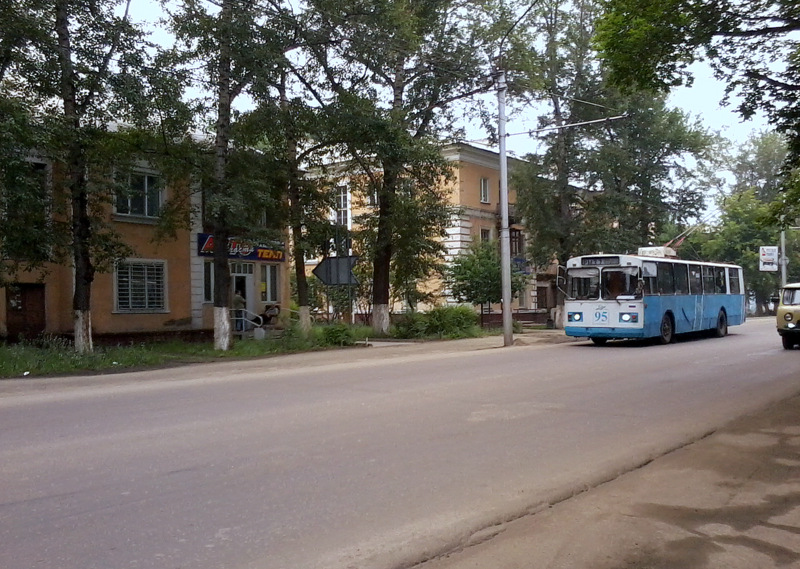
Троллейбус на улице Рубцовска

В наличии имеется 50 троллейбусов следующих модификаций:
| Модель троллейбуса        | Количество | Бортовые номера                                       |
| ------------------------- | ---------- | ----------------------------------------------------- |
| ЗиУ-682 (все модификации) | 22         | 64, 75, 87, 88, 92, 99, 100, 103, 111 — 121, 128, 129 |
| СТ-682Г                   | 10         | 56, 67, 69, 70, 77, 79, 104, 124, 125, 126            |
| БКМ-321                   | 8          | 132, 134, 135, 136, 137, 138, 139, 140                |
| СТ-6217                   | 3          | 91, 107, 130                                          |
| ВМЗ-5298.01 «Авангард»    | 2          | 131, 133                                              |
| АКСМ-20101 БТРМ           | 2          | 122, 123                                              |
| МТРЗ-6223С                | 1          | 127                                                   |
| БТЗ-5276-01               | 1          | 93                                                    |
| БТЗ-5276-04               | 1          | 68                                                    |

## Нереализованные планы и проекты
- В 1980-х— 1990-х гг. в Рубцовске было начато строительство новой троллейбусной линии — через путепровод ж/д вокзала в западном направлении от пл. Ленина по ул. Калинина и Рабочему тракту до ул. Арычной, и по ней планировалось пустить новый маршрут № 3 до Кольца.  Однако, в 1991 году строительство было свернуто, подвески с консолями и КС не были проложены, но были установлены опоры, столбы и арматура. Они сохранились до сих пор.[12]
- Также в 1990-х годах планировалось проложить новую линию от пр. Ленина по ул. Кавказской и ул. Мануковского в восточном направлении до микрорайона «Домики», и по ней планировалось пустить продлённые маршруты № 1 и № 2 от РМЗ. Однако строительство так и не было начато.[13]

## Интересные и примечательные факты
- Помимо маршрута № 1, в Рубцовске существовал подвозной маршрут № 3 «РМЗ — Площадь Ленина». Маршрут работал только в «часы пик», являлся вспомогательной и укороченной версией маршрута № 1 «РМЗ — Улица Светлова» и действовал в 1982—1983 годах.
- Помимо маршрута № 2, существовал подвозной маршрут № 3 «Техникум — Черемушки (Депо)». Маршрут работал только в «часы пик», являлся вспомогательной и укороченной версией маршрута № 2 «РМЗ — Черемушки (Депо)» и действовал в период 31.07.1985—1993 и 1998—1999 годов.
- В Рубцовске был введён в эксплуатацию новый укороченный троллейбусный маршрут № 1к «РМЗ — Улица Светлова», по исторической трассе бывшего прежнего троллейбусного маршрута № 1 «РМЗ — Улица Светлова». Маршрут работал только в «часы пик», являлся вспомогательной и укороченной версией маршрута № 1 «РМЗ — Улица Светлова» и действовал всего полгода в период 05.2001 — 11.2001 года.